# غريس باداكا
غريس باداكا (ولدت في 25 أكتوبر 1963) هي سياسية فلبينية ومذيعة سابقة، كانت حاكمة مقاطعة إيزابيلا شمال لوزون الفلبين منذ عام 2004. [1] وقد حازت على جائزة رامون ماجسايساي للخدمة العامة في عام 2008.
في فترة طفولتها، كانت تعاني من مرض شلل الأطفال؛ وكانت تمشي بالعكاز معظم أيام حياتها.
في 5 ديسمبر 2007، منحها سفير الولايات المتحدة الأمريكية كريستي كيني جائزة "المرأة الدولية لجائزة الشجاعة"، وقد منحتها أيضا وزيرة الخارجية الأمريكية السابقة كوندوليزا رايس جائزة التطوير المستمر من إيزابيلا.
وقد حصلت باداكا على عدة جوائز وتكريمات أخرى في عدة مجالات ونشاطات.